# 루이텐 726-8
루이텐 726-8(Luyten 726-8) 또는 글리제 65(Gliese 65)는 지구로부터 고래자리 방향으로 약 8.7 광년 떨어진 곳에 있는 쌍성계이다. 거리상으로 이 계는 지구에서 매우 가까운 이웃 천체의 반열에 들어간다. 계의 구성원인 루이텐 726-8B는 섬광성 분류의 원형 별인 고래자리 UV(UV Ceti)로도 알려져 있다.

## 항성계

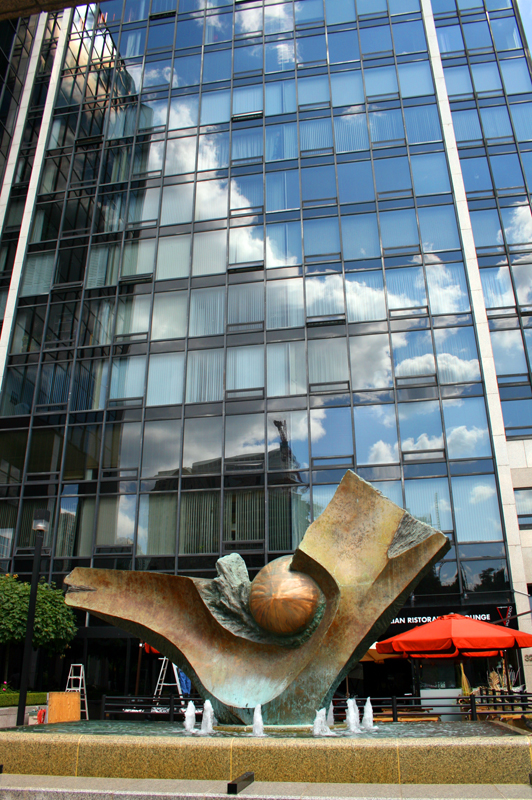
1982년 앤드류 포사가 제작한 '고래자리 UV'(UV Ceti). 캐나다 토론토 소재.

이 계는 1948년 빌럼 야코프 라위턴이 고유운동 값이 높은 항성들의 목록을 정리하던 중 발견했다. 그는 이 계의 예외적으로 높은 연간 고유운동 값 3.37 초각에 주목했으며 성표에 이 계를 루이텐 726-8로 등재했다. 계의 구성원 둘의 겉보기등급은 각각 12.7과 13.2로 광도가 거의 같다. 이들은 서로를 26.5 일에 1회 공전하고 있다. 구성원 간 거리는 최소 2.1 ~ 최대 8.8 천문단위이다. 지구로부터의 거리는 고래자리 방향으로 약 2.63 파섹 (8.58 ly)으로 지구에서 일곱 번째로 가까운 항성계이다. 루이텐 726-8 계에서 가장 가까운 이웃 별은 고래자리 타우로 3.20 광년 떨어져 있다. 만약 {\displaystyle R_{v}=+29} km/s라면 약 28700년 전 루이텐 726-8 계는 태양에 2.21 파섹 (7.2 광년)까지 접근했었을 것이다.
계의 주성 루이텐 726-8A는 변광성이며 변광성 기호 고래자리 BL(BL Ceti)을 받았다. A는 적색왜성으로 분광형은 M5.5e이다. A는 섬광성이기도 하며 고래자리 UV형 변광성으로 분류되기도 하나 그 활동이 동반성 고래자리 UV에 비해 그리 뚜렷하지는 않다. A는 G 272-061로 표기하기도 한다.
계의 반성 루이텐 726-8B는 주성 A와 비슷하게 변광성이며 변광성 기호 고래자리 UV(UV Ceti)를 받았다. 고래자리 UV는 최초로 발견된 섬광성은 아니지만 섬광성의 특질을 가장 뚜렷하게 보여주는 예시이기에 비슷한 여타 섬광성들은 현재 고래자리 UV형 변광성으로 분류되고 있다. 이 항성은 광도가 극심하게 변화하는데 1952년의 경우 불과 20초 만에 밝기가 75배 증가했다. 고래자리 UV 역시 주성과 마찬가지로 적색왜성이며 분광형은 M6.0e이다.
약 31500년 후 루이텐 726-8은 에리다누스자리 엡실론에 약 0.93 광년까지 접근할 것이다. 루이텐 726-8은 에리다누스자리 엡실론 주위에 있으리라 추측되는 오르트 구름을 뚫고 지나갈 가능성이 있으며 이 경우 일부 장주기 혜성들의 궤도를 중력적으로 교란시킬 수 있다. 두 항성계가 서로를 스쳐 지나가면서 1광년 이내의 거리를 유지하는 상태는 약 4600년 지속될 것이다.
루이텐 726-8은 히아데스 스트림의 구성원일 가능성이 있다.

## 서적 출처
- (영어) Luyten, W. J. (1949). “New stars with proper motions exceeding 0.5" annually”. 《The Astronomical Journal》 55: 15. Bibcode:1949AJ.....55...15L. doi:10.1086/106322.
- (영어) Durand, E.; Oberly, J. J.; Tousey, R. (1949). “Analysis of the First Rocket Ultraviolet Solar Spectra”. 《The Astrophysical Journal》 109: 1. Bibcode:1949ApJ...109....1D. doi:10.1086/145099.

좌표:  01h 39m 01.3s, −17° 57′ 01″